# Galerus

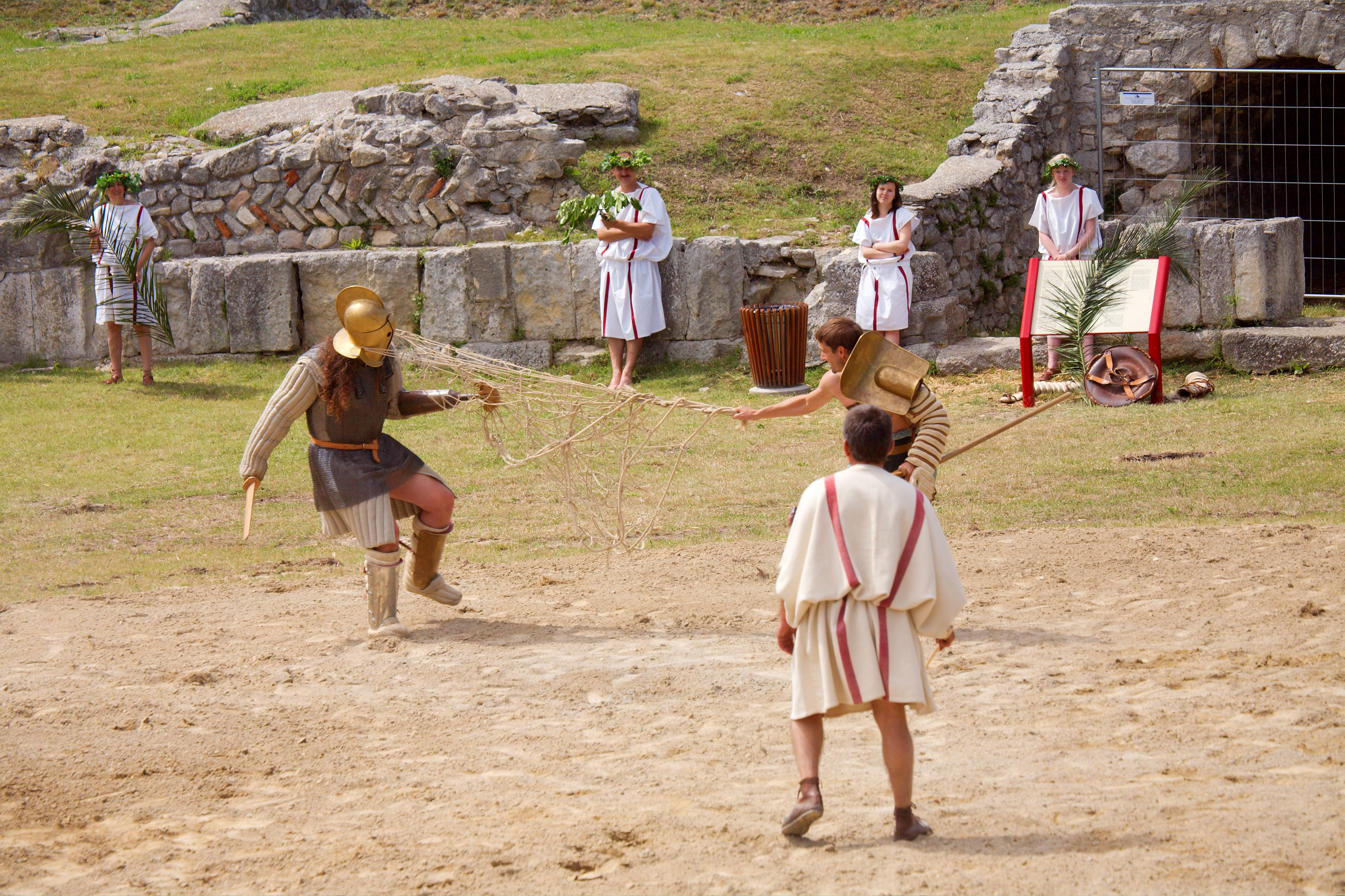
Retiarius (po prawej) z galerusem na barku

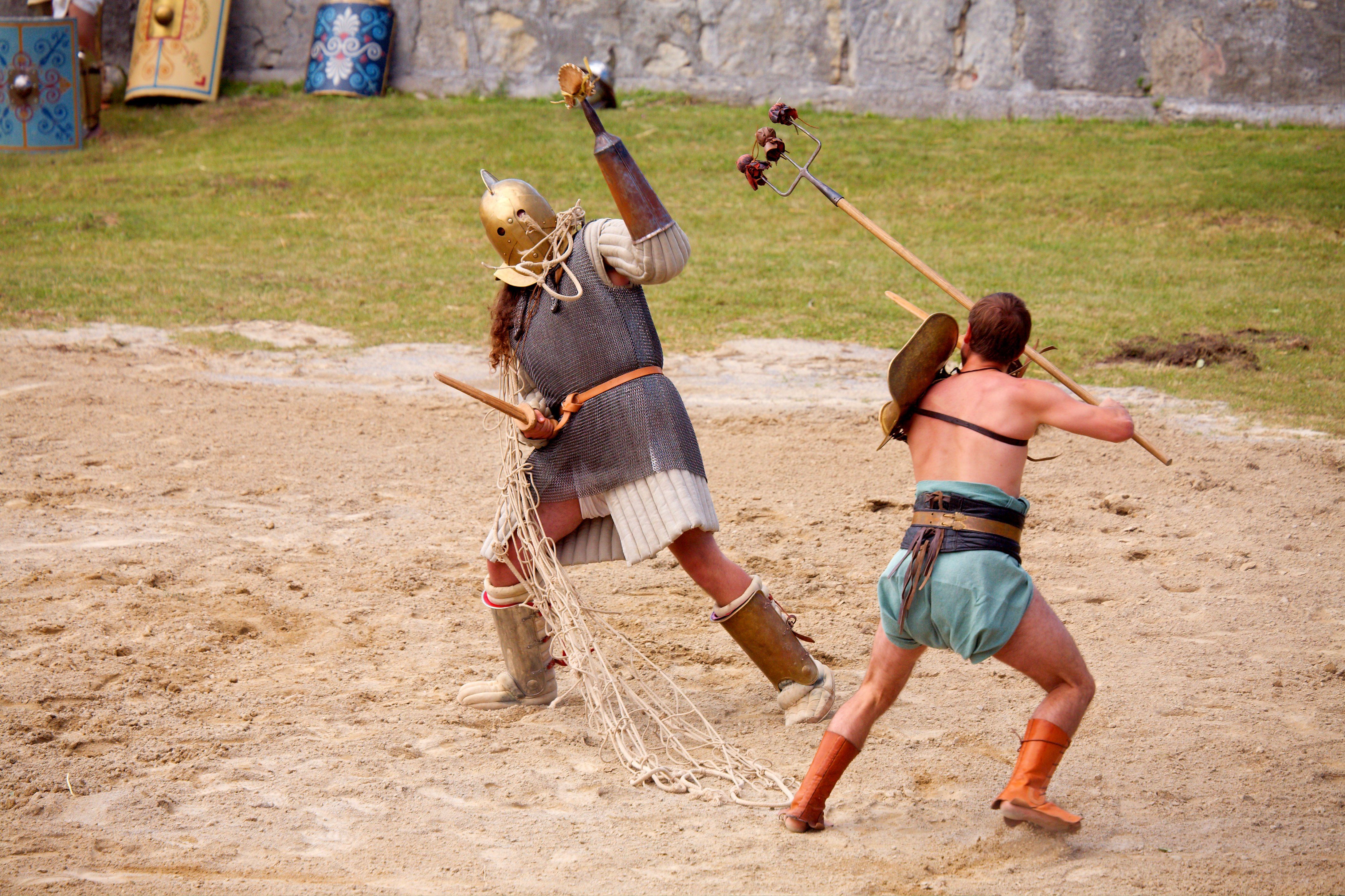

Galerus to uzbrojenie ochronne rzymskiego gladiatora typu retiarius (łac. sieciarz). Była to wykonana z brązu osłona, którą retiarius zakładał na lewy bark i mocował ją do manicy osłaniającej ramię. Poprzez wysunięcie lewego barku do przodu retiarius mógł ochronić swoją głowę za zakrzywioną blachą galerusa. 

## Galerusy z Pompejów
Trzy galerusy ze szkoły gladiatorów w Pompejach zachowały się do naszych czasów. Każdy z nich ważył około 2,5 funta (1,2 kilograma). Najbardziej wyrafinowany z tych galerusów ozdobiony jest sterem, krabem i kotwicą, a delfin umieszczony centralnie spoczywa wokół trójzębu. Pozostałe galerusy ozdobiono skromniej: jeden uzbrojeniem retiariusa i wygrawerowanym skrótem RET SECUND (Retiarius, drugi stopień); drugi z medalem przedstawiającym głowę Herkulesa, słynącego ze swojej siły.